# بطولة أمم أوروبا 2024
البطولة الأوروبية لكرة القدم 2024 (بالإنجليزية: 2024 UEFA European Football Championship)‏ التي يشار إليها عادة باسم يورو 2024، هي النسخة السابعة عشرة من بطولة أمم أوروبا، وهي البطولة الدولية لكرة القدم للرجال التي ينظمها الاتحاد الأوروبي لكرة القدم كل أربع سنوات. استضافت ألمانيا البطولة في الفترة من 14 يونيو إلى 14 يوليو 2024.
هذه هي المرة الثالثة التي تقام فيها مباريات بطولة الأمم الأوروبية على الأراضي الألمانية، وهي المرة الثانية في ألمانيا الموحدة، حيث استضافت ألمانيا الغربية بطولة عام 1988، وأقيمت أربعة مباريات من يورو 2020 في ميونخ. كما أنها المرة الأولى التي تقام فيها المسابقة على أراضي ألمانيا الشرقية السابقة مع لايبزيغ مدينة مضيفة. بالإضافة إلى كونها البطولة الكبرى الأولى التي تنظمها ألمانيا منذ كأس العالم 2006.
ودعت حاملة اللقب إيطاليا المسابقة من دور الستة عشر أمام سويسرا، بينما خرجت ألمانيا المستضيفة من ربع النهائي ضد المنتخب الإسباني، الذي واصل المسيرة وحقَّق اللقب للمرة الرابعة في تاريخه، بعد فوزه في المباراة النهائية على نظيره الإنجليزي بنتيجة 2–1.

## تقديم عروض الاستضافة
في 8 مارس 2017، أعلنت يويفا أن بلدين فقط، ألمانيا وتركيا، أعلنا عزمهما على استضافة البطولة قبل الموعد النهائي وهو 3 آذار/مارس 2017.
تم اختيار المضيف في 27 سبتمبر 2018 في نيون، سويسرا.
صوتت اللجنة التنفيذية للاتحاد الأوروبي لكرة القدم لصالح المضيف في اقتراع سري، مع أغلبية بسيطة فقط مطلوبة لتحديد المضيف. وفي حالة التعادل، يدلي رئيس الاتحاد الأوروبي لكرة القدم بالتصويت الحاسم. ومن بين الأعضاء العشرين في اللجنة التنفيذية، لم يكن اثنان منهم مؤهلين للتصويت، وغاب عضو واحد، مما ترك ما مجموعه سبعة عشر عضوًا مصوتًا.

## التصفيات
كمضيفة، تأهلت ألمانيا للبطولة تلقائيًا. حجز 20 منتخبًا مقعده من خلال التصفيات؛ حيث تأهل متصدر ووصيف كل من المجموعات العشرة بشكل مباشر إلى المسابقة النهائية، بينما خصصت المقاعد 3 المتبقية للمتأهلين من المرحلة الفاصلة عن طريق المسارات الثلاثة. أقيمت قرعة التصفيات يوم 9 أكتوبر 2022 في قاعة فرانكفورت. لعبت مرحلة المجموعات من مارس إلى نوفمبر 2023، فيما قرر إجراء المرحلة الفاصلة والأخيرة في مارس 2024.

### الفرق المتأهلة
من بين الفرق 24 المتأهلة لمنافسات البطولة، 19 منتخبًا كان حاضرًا في النسخة السابقة. من أبرزهم حامل اللقب منتخب إيطاليا والوصيف إنجلترا، بالإضافة لفرنسا وصيف كأس العالم 2022 وصاحب الميدالية البرونزية، كرواتيا. المنتخب البرتغالي هو المنتخب الوحيد الذي تأهل بالعلامة الكاملة؛ حيث استطاع الفوز بجميع مباريات التصفيات (10 انتصارات في 10 مباريات)، كذلك نجحت منتخبات فرنسا، وإنجلتراـ، وبلجيكا، والمجر، ورومانيا في التأهل دون خسارة أي مباراة.
تشهد هذه النسخة مشاركة منتخبي ألبانيا ورومانيا بعد غيابهما في نسخة 2020؛ وهي أول مشاركة للمنتخب الروماني في بطولة كبرى منذ يورو 2000. عادت كل من صربيا وسلوفينيا إلى التواجد في البطولة بعد غيابهما عن النسخ الخمسة السابقة أي منذ بطولة أمم أوروبا 2000، يذكر أن هذه المشاركة هي الأولى للمنتخب الصربي في البطولة منذ استقلال الجبل الأسود عن صربيا، والحضور الرابع لسلوفينيا في إحدى البطولات الكبرى منذ أن أصبحت دولة مستقلة. ضمنت جورجيا حضورها في الدورة لأول مرة في تاريخها بفوزها على اليونان بركلات الترجيح، وهو أول ظهور لجورجيا في مسابقة كبرى منذ نيلها الاستقلال عن الاتحاد السوفيتي في عام 1991، يذكر أن منتخب اليونان والذي سبق له أن حقق لقب البطولة في يورو 2004 هو البطل الوحيد الذي فشل في التأهل لمنافسات النسخة، وبهذا غاب اليونان عن أخر 4 بطولات كبرى؛ بطولتين في أمم أوروبا (2016 و2020) ونسختين من كأس عالم (2018 و2022).
أبرز الغائبين عن المشاركة كانوا السويد، وروسيا وويلز، هذه هي المرة الأولى التي تفشل فيها السويد في بلوغ النهائيات منذ نسخة 1996، والغياب الثاني على التوالي عن مسابقة كبرى، بعد كأس العالم 2022، روسيا التي كانت حاضرة في النسخ الخمسة الأخيرة، منعت من خوض التصفيات المؤهلة في أعقاب غزوها لأوكرانيا، وهي المرة الأولى التي يحرم فيها منتخب من المشاركة في البطولة لأسباب سياسية منذ استبعاد منتخب جمهورية يوغوسلافيا الفيدرالية من المشاركة في نسخة 1992، ويلز التي كانت حاضرة في دور خروج المغلوب من أخر نسختين، بما في ذلك الوصول لنصف نهائي نسخة 2016، خسرت بركلات الترجيح أمام بولندا في المرحلة الفاصلة. منتخبي فنلندا ومقدونيا الشمالية اللذان شاركا لأول مرة في النسخة الماضية، غابا عن التواجد في هذه النسخة.
| الفريق         | طريقة التأهل             | تاريخ التأهل   | ظهور سابق في البطولة                                                              |
| -------------- | ------------------------ | -------------- | --------------------------------------------------------------------------------- |
| ألمانيا        | المستضيف                 | 27 سبتمبر 2018 | 13 (1972، 1976، 1980، 1984، 1988، 1992، 1996، 2000، 2004، 2008، 2012، 2016، 2020) |
| بلجيكا         | متصدر المجموعة السادسة   | 13 أكتوبر 2023 | 6 (1972، 1980، 1984، 2000، 2016، 2020)                                            |
| فرنسا          | متصدر المجموعة الثانية   | 13 أكتوبر 2023 | 10 (1960، 1984، 1992، 1996، 2000، 2004، 2008، 2012، 2016، 2020)                   |
| البرتغال       | متصدر المجموعة العاشرة   | 13 أكتوبر 2023 | 8 (1984، 1996، 2000، 2004، 2008، 2012، 2016، 2020)                                |
| إسبانيا        | متصدر المجموعة الأولى    | 15 أكتوبر 2023 | 11 (1964، 1980، 1984، 1988، 1996، 2000، 2004، 2008، 2012، 2016، 2020)             |
| إسكتلندا       | وصيف المجموعة الأولى     | 15 أكتوبر 2023 | 3 (1992، 1996، 2020)                                                              |
| تركيا          | متصدر المجموعة الرابعة   | 15 أكتوبر 2023 | 5 (1996، 2000، 2008، 2016، 2020)                                                  |
| النمسا         | وصيف المجموعة السادسة    | 16 أكتوبر 2023 | 3 (2008، 2016، 2020)                                                              |
| إنجلترا        | متصدر المجموعة الثالثة   | 17 أكتوبر 2023 | 10 (1968، 1980، 1988، 1992، 1996، 2000، 2004، 2012، 2016، 2020)                   |
| المجر          | متصدر المجموعة السابعة   | 16 نوفمبر 2023 | 4 (1964، 1972، 2016، 2020)                                                        |
| سلوفاكيا       | وصيف المجموعة العاشرة    | 16 نوفمبر 2023 | 2 (2016، 2020)                                                                    |
| ألبانيا        | متصدر المجموعة الخامسة   | 17 نوفمبر 2023 | 1 (2016)                                                                          |
| الدنمارك       | متصدر المجموعة الثامنة   | 17 نوفمبر 2023 | 9 (1964، 1984، 1988، 1992، 1996، 2000، 2004، 2012، 2020)                          |
| هولندا         | وصيف المجموعة الثانية    | 18 نوفمبر 2023 | 10 (1976، 1980، 1988، 1992، 1996، 2000، 2004، 2008، 2012، 2020)                   |
| رومانيا        | متصدر المجموعة التاسعة   | 18 نوفمبر 2023 | 5 (1984، 1996، 2000، 2008، 2016)                                                  |
| سويسرا         | وصيف المجموعة التاسعة    | 18 نوفمبر 2023 | 5 (1996، 2004، 2008، 2016، 2020)                                                  |
| صربيا          | وصيف المجموعة السابعة    | 19 نوفمبر 2023 | 5 (1960، 1968، 1976، 1984، 2000)                                                  |
| جمهورية التشيك | وصيف المجموعة الخامسة    | 20 نوفمبر 2023 | 10 (1960، 1976، 1980، 1996، 2000، 2004، 2008، 2012، 2016، 2020)                   |
| إيطاليا        | وصيف المجموعة الثالثة    | 20 نوفمبر 2023 | 10 (1968، 1980، 1988، 1996، 2000، 2004، 2008، 2012، 2016، 2020)                   |
| سلوفينيا       | وصيف المجموعة الثامنة    | 20 نوفمبر 2023 | 1 (2000)                                                                          |
| كرواتيا        | وصيف المجموعة الرابعة    | 21 نوفمبر 2023 | 6 (1996، 2004، 2008، 2012، 2016، 2020)                                            |
| جورجيا         | المتأهل من المسار الثالث | 26 مارس 2024   | 0 (لم يسبق لها المشاركة)                                                          |
| أوكرانيا       | المتأهل من المسار الثاني | 26 مارس 2024   | 3 (2012، 2016، 2020)                                                              |
| بولندا         | المتأهل من المسار الأول  | 26 مارس 2024   | 4 (2008، 2012، 2016، 2020)                                                        |

1. ↑  الخط الغليظ يشير إلى البطل في تلك السنة. الخط المائل يشير إلى المستضيف في تلك السنة.
2. ↑  من 1972 إلى 1988، تنافس منتخب ألمانيا لكرة القدم تحت اسم منتخب ألمانيا الغربية لكرة القدم.
3. ↑  منذ عام 1960 ولغاية 1980، شارك منتخب جمهورية التشيك تحت اسم منتخب تشيكوسلوفاكيا.

## الأماكن
كان لدى ألمانيا خيار واسع من الملاعب التي تلبي الحد الأدنى من متطلبات الاتحاد الأوروبي لكرة القدم من 30،000 مقعد لمباريات بطولة الأمم الأوروبية.
تم اختيار تسعة ملاعب استخدمت في كأس العالم لكرة القدم 2006: برلين ودورتموند وميونيخ وكولونيا وشتوتغارت وهامبورغ ولايبزيغ وفرانكفورت وجيلسنكيرشن. دوسلدورف، التي لم تستخدم في عام 2006 ولكن كان قد سبق استخدامها في كأس العالم لكرة القدم 1974 وكأس الأمم الأوروبية 1988، ستكون بمثابة المكان العاشر. وعلى العكس من ذلك، هانوفر ونورمبرغ وكايزرسلوترن، المدن المضيفة في عام 2006، لن تستخدم لهذه البطولة.
| برلين           | ميونخ | دورتموند | غلزنكيرشن      |
| --------------- | --- | --- | -------------- |
| الملعب الأولمبي | أليانز أرينا | سيغنال إيدونا بارك                                                                                                | فيلتينس أرينا  |
| السعة: 74,461   | السعة: 70,076 | السعة: 65,849 | السعة: 54,740  |
|                 | | |                |
| شتوتغارت        | برلين ميونخ دورتموند غلزنكيرشن شتوتغارت هامبورغ دوسلدورف كولونيا فرانكفورت لايبزيغبطولة أمم أوروبا 2024 (ألمانيا) | برلين ميونخ دورتموند غلزنكيرشن شتوتغارت هامبورغ دوسلدورف كولونيا فرانكفورت لايبزيغبطولة أمم أوروبا 2024 (ألمانيا) | هامبورغ        |
| إم إتش بي أرينا | برلين ميونخ دورتموند غلزنكيرشن شتوتغارت هامبورغ دوسلدورف كولونيا فرانكفورت لايبزيغبطولة أمم أوروبا 2024 (ألمانيا) | برلين ميونخ دورتموند غلزنكيرشن شتوتغارت هامبورغ دوسلدورف كولونيا فرانكفورت لايبزيغبطولة أمم أوروبا 2024 (ألمانيا) | ملعب فولكسبارك |
| السعة: 54,697   | برلين ميونخ دورتموند غلزنكيرشن شتوتغارت هامبورغ دوسلدورف كولونيا فرانكفورت لايبزيغبطولة أمم أوروبا 2024 (ألمانيا) | برلين ميونخ دورتموند غلزنكيرشن شتوتغارت هامبورغ دوسلدورف كولونيا فرانكفورت لايبزيغبطولة أمم أوروبا 2024 (ألمانيا) | السعة: 52,245  |
|                 | برلين ميونخ دورتموند غلزنكيرشن شتوتغارت هامبورغ دوسلدورف كولونيا فرانكفورت لايبزيغبطولة أمم أوروبا 2024 (ألمانيا) | برلين ميونخ دورتموند غلزنكيرشن شتوتغارت هامبورغ دوسلدورف كولونيا فرانكفورت لايبزيغبطولة أمم أوروبا 2024 (ألمانيا) |                |
| دوسلدورف        | كولونيا | فرانكفورت | لايبزيغ        |
| إسبريت أرينا    | ملعب راين إنرجي                                                                                                   | كومرتسبانك أرينا                                                                                                  | ريد بل أرينا   |
| السعة: 51,031   | السعة: 49,827 | السعة: 48,387 | السعة: 42,959  |
|                 | | |                |

### القرعة النهائية
جرت عملية سحب القرعة النهائية للبطولة في 2 ديسمبر 2023، على الساعة 18:00 بتوقيت وسط أوروبا، في دار أوكسترا إلبه في هامبورغ. صُنِّفت الفرق وفقًا للترتيب الشامل للتصفيات الأوروبية. وُضعت ألمانيا المضيفة تلقائيًا في الوعاء 1، ووضعها في المركز A1. لم تكن هوية المتأهلين الثلاثة من المرحلة الفاصلة في التصفيات معروفة وقت إجراء القرعة، وتم وضع الفرق المشاركة في تلك التصفيات في الوعاء 4 للقرعة.
- الوعاء 1: ألمانيا (المضيفة)، متصدرو المجموعة في المركز 1–5
- الوعاء 2: متصدرو المجموعة في المرتبة 6–10، ووصيف المجموعة في المرتبة 1 (6-11 بشكل عام)
- الوعاء 3: وصيف المجموعة في المركز 2–7 (المجموع 12–17)
- الوعاء 4: وصيف المجموعة في المرتبة 8–10 (18–20 بشكل عام)، الفائزون في الملحق A-C (الهوية غير معروفة وقت إجراء القرعة)

### التصنيف
| الفريق                   | الترتيب |
| ------------------------ | ------- |
| ألمانيا (البلد المستضيف) | —       |
| البرتغال                 | 1       |
| فرنسا                    | 2       |
| إسبانيا                  | 3       |
| بلجيكا                   | 4       |
| إنجلترا                  | 5       |

| الفريق   | الترتيب |
| -------- | ------- |
| المجر    | 6       |
| تركيا    | 7       |
| رومانيا  | 8       |
| الدنمارك | 9       |
| ألبانيا  | 10      |
| النمسا   | 11      |

| الفريق         | الترتيب |
| -------------- | ------- |
| هولندا         | 12      |
| إسكتلندا       | 13      |
| كرواتيا        | 14      |
| سلوفينيا       | 15      |
| سلوفاكيا       | 16      |
| جمهورية التشيك | 17      |

| الفريق                   | الترتيب |
| ------------------------ | ------- |
| إيطاليا                  | 18      |
| صربيا                    | 19      |
| سويسرا                   | 20      |
| المتأهل من المسار الأول  | —       |
| المتأهل من المسار الثاني |         |
| المتأهل من المسار الثالث |         |

1. ↑  هوية المنتخبات الثلاثة الفائزة في المباراة الفاصلة لم تكن معروفة وقت إجراء القرعة.

### النتيجة
| المرتبة | المنتخب  |
| ------- | -------- |
| A1      | ألمانيا  |
| A2      | إسكتلندا |
| A3      | المجر    |
| A4      | سويسرا   |

| المرتبة | المنتخب |
| ------- | ------- |
| B1      | إسبانيا |
| B2      | كرواتيا |
| B3      | إيطاليا |
| B4      | ألبانيا |

| المرتبة | المنتخب  |
| ------- | -------- |
| C1      | سلوفينيا |
| C2      | الدنمارك |
| C3      | صربيا    |
| C4      | إنجلترا  |

| المرتبة | المنتخب |
| ------- | ------- |
| D1      | بولندا  |
| D2      | هولندا  |
| D3      | النمسا  |
| D4      | فرنسا   |

| المرتبة | المنتخب  |
| ------- | -------- |
| E1      | بلجيكا   |
| E2      | سلوفاكيا |
| E3      | رومانيا  |
| E4      | أوكرانيا |

| المرتبة | المنتخب        |
| ------- | -------------- |
| F1      | تركيا          |
| F2      | جورجيا         |
| F3      | البرتغال       |
| F4      | جمهورية التشيك |

1. 1 2 3  هوية المنتخبات الثلاثة الفائزة في المباراة الفاصلة لم تكن معروفة وقت إجراء القرعة.

## دور المجموعات

#### معايير كسر التعادل
في حالة تساوي فريقان أو أكثر في النقاط عند نهاية مباريات المجموعة، يتم تطبيق معايير التعادل التالية من أجل تحديد الترتيب النهائي:
1. الاعتماد على عدد النقاط التي تم الحصول عليها بين الفرق المتساوية فيما بينها بالنقاط.
2. فارق الأهداف بين الأهداف المسجلة والأهداف المتلقاة لكل فريق بين الفرق المتساوية فيما بينها بالنقاط.
3. أكبر عدد من الأهداف المسجلة في جميع مباريات المجموعة بين الفرق المتساوية فيما بينها بالنقاط.
4. في حال التساوي بين فريقين أو أكثر رغم تطبيق المعايير الثلاثة السابقة، فإنه يتم اللجوء لمعايير أخرى، حددها الاتحاد الأوروبي لكرة القدم، وهي:
5. فارق الأهداف بين الأهداف المسجلة والأهداف المتلقاة بين جميع فرق المجموعة.
6. عدد الأهداف المسجلة بين جميع فرق المجموعة.
7. في حال تواجه فريقان في الجولة الأخيرة من مرحلة المجموعات بعضهما البعض، وكان كل من (النقاط، فارق الأهداف، عدد الأهداف المسجلة) متساوية، ففي حال تعادل الفريقين يتم اللجوء إلى ركلات الترجيح لتحديد الترتيب النهائي. (لا يتم استخدام هذا المعيار إذا هناك أكثر من فريق متساو بالنقاط، أي أن هذين الفريقين تأهلا لكن ركلات الجزاء ستحدد أيهما بطل المجموعة).
8. الاحتكام لقواعد اللعب النظيف (نقطة واحدة للحصول على بطاقة صفراء واحدة، 3 نقاط للحصول على بطاقة حمراء نتيجة لبطاقتين صفراء، 3 نقاط للحصول على بطاقة حمراء مباشرة).
9. وأخيراً الترتيب النهائي في تصفيات بطولة أمم أوروبا 2024.

### المجموعة الأولى
| م | الفريق      | لعب | ف | ت | خ | أ.له | أ.ع | أ.ف | نقاط | التأهل                       |
| - | ----------- | --- | - | - | - | ---- | --- | --- | ---- | ---------------------------- |
| 1 | ألمانيا (H) | 3   | 2 | 1 | 0 | 8    | 2   | +6  | 7    | يتقدم إلى مرحلة خروج المغلوب |
| 2 | سويسرا      | 3   | 1 | 2 | 0 | 5    | 3   | +2  | 5    | يتقدم إلى مرحلة خروج المغلوب |
| 3 | المجر       | 3   | 1 | 0 | 2 | 2    | 5   | −3  | 3    |                              |
| 4 | إسكتلندا    | 3   | 0 | 1 | 2 | 2    | 7   | −5  | 1    |                              |

| ألمانيا                                                                      | 5–1   | إسكتلندا          |
| ---------------------------------------------------------------------------- | ----- | ----------------- |
| - فيرتز 10' - موسيالا 19' - هافيرتس 45+1' (ركلة.) - فولكروغ 68' - تشان 90+3' | تقرير | 87' (ه.ذ.) روديغر |

| المجر       | 1–3   | سويسرا                               |
| ----------- | ----- | ------------------------------------ |
| - فارغا 66' | تقرير | 12' دواه · 45' أيبشير · 90+3' إمبولو |

| ألمانيا                      | 2–0   | المجر |
| ---------------------------- | ----- | ----- |
| - موسيالا 22' - غوندوغان 67' | تقرير |       |

| إسكتلندا        | 1–1   | سويسرا    |
| --------------- | ----- | --------- |
| - ماكتوميني 13' | تقرير | 26' شكيري |

| سويسرا     | 1–1   | ألمانيا       |
| ---------- | ----- | ------------- |
| - ندوي 28' | تقرير | 90+2' فولكروغ |

| إسكتلندا | 0–1   | المجر         |
| -------- | ----- | ------------- |
|          | تقرير | 90+10' كسوبوت |

### المجموعة الثانية
| م | الفريق  | لعب | ف | ت | خ | أ.له | أ.ع | أ.ف | نقاط | التأهل                       |
| - | ------- | --- | - | - | - | ---- | --- | --- | ---- | ---------------------------- |
| 1 | إسبانيا | 3   | 3 | 0 | 0 | 5    | 0   | +5  | 9    | يتقدم إلى مرحلة خروج المغلوب |
| 2 | إيطاليا | 3   | 1 | 1 | 1 | 3    | 3   | 0   | 4    | يتقدم إلى مرحلة خروج المغلوب |
| 3 | كرواتيا | 3   | 0 | 2 | 1 | 3    | 6   | −3  | 2    |                              |
| 4 | ألبانيا | 3   | 0 | 1 | 2 | 3    | 5   | −2  | 1    |                              |

| إسبانيا                                  | 3–0   | كرواتيا |
| ---------------------------------------- | ----- | ------- |
| - موراتا 29' - رويز 32' - كارفاخال 2+45' | تقرير |         |

| إيطاليا                    | 2–1   | ألبانيا      |
| -------------------------- | ----- | ------------ |
| - باستوني 11' - باريلا 16' | تقرير | - 1' بايرامي |

| كرواتيا                              | 2–2   | ألبانيا                  |
| ------------------------------------ | ----- | ------------------------ |
| - كراماريتش 74' - غجاسولا 76' (ه.ذ.) | تقرير | 11' لاسي · 90+5' غجاسولا |

| إسبانيا                | 1–0   | إيطاليا |
| ---------------------- | ----- | ------- |
| - كالافيوري 55' (ه.ذ.) | تقرير |         |

| ألبانيا | 0–1   | إسبانيا      |
| ------- | ----- | ------------ |
|         | تقرير | 13' ف. توريس |

| كرواتيا           | 1–1   | إيطاليا       |
| ----------------- | ----- | ------------- |
| - مودريتش 54' 55' | تقرير | 90+8' زاكايني |

### المجموعة الثالثة
| م | الفريق   | لعب | ف | ت | خ | أ.له | أ.ع | أ.ف | نقاط | التأهل                       |
| - | -------- | --- | - | - | - | ---- | --- | --- | ---- | ---------------------------- |
| 1 | إنجلترا  | 3   | 1 | 2 | 0 | 2    | 1   | +1  | 5    | يتقدم إلى مرحلة خروج المغلوب |
| 2 | الدنمارك | 3   | 0 | 3 | 0 | 2    | 2   | 0   | 3    | يتقدم إلى مرحلة خروج المغلوب |
| 3 | سلوفينيا | 3   | 0 | 3 | 0 | 2    | 2   | 0   | 3    | يتقدم إلى مرحلة خروج المغلوب |
| 4 | صربيا    | 3   | 0 | 2 | 1 | 1    | 2   | −1  | 2    |                              |

1. 1 2  نقاط اللعب النظيف: الدنمارك −6، سلوفينيا −7.

| سلوفينيا    | 1–1   | الدنمارك   |
| ----------- | ----- | ---------- |
| - يانجا 77' | تقرير | 17' إريكسن |

| صربيا | 0–1   | إنجلترا       |
| ----- | ----- | ------------- |
|       | تقرير | 13' بيلينغهام |

| سلوفينيا         | 1–1   | صربيا        |
| ---------------- | ----- | ------------ |
| - كارنيتشنيك 69' | تقرير | 90+5' يوفيتش |

| الدنمارك       | 1–1   | إنجلترا |
| -------------- | ----- | ------- |
| - هيولماند 34' | تقرير | 18' كين |

| إنجلترا | 0–0   | سلوفينيا |
| ------- | ----- | -------- |
|         | تقرير |          |

| الدنمارك | 0–0   | صربيا |
| -------- | ----- | ----- |
|          | تقرير |       |

### المجموعة الرابعة
| م | الفريق | لعب | ف | ت | خ | أ.له | أ.ع | أ.ف | نقاط | التأهل                       |
| - | ------ | --- | - | - | - | ---- | --- | --- | ---- | ---------------------------- |
| 1 | النمسا | 3   | 2 | 0 | 1 | 6    | 4   | +2  | 6    | يتقدم إلى مرحلة خروج المغلوب |
| 2 | فرنسا  | 3   | 1 | 2 | 0 | 2    | 1   | +1  | 5    | يتقدم إلى مرحلة خروج المغلوب |
| 3 | هولندا | 3   | 1 | 1 | 1 | 4    | 4   | 0   | 4    | يتقدم إلى مرحلة خروج المغلوب |
| 4 | بولندا | 2   | 0 | 0 | 2 | 2    | 5   | −3  | 0    |                              |

| بولندا      | 1–2   | هولندا                    |
| ----------- | ----- | ------------------------- |
| - بوكسا 16' | تقرير | - 29' خاكبو · 83' فيغورست |

| النمسا | 0–1   | فرنسا           |
| ------ | ----- | --------------- |
|        | تقرير | 38' (ه.ذ.) ووبر |

| بولندا        | 1–3   | النمسا                                               |
| ------------- | ----- | ---------------------------------------------------- |
| - بيونتيك 30' | تقرير | 9' تراونر · 66' باومغارتنر · 78' (ركلة.) أرناوتوفيتش |

| هولندا | 0–0   | فرنسا |
| ------ | ----- | ----- |
|        | تقرير |       |

| هولندا                  | 2–3   | النمسا                                   |
| ----------------------- | ----- | ---------------------------------------- |
| - خاكبو 47' - ديباي 75' | تقرير | 6' (ه.ذ.) مالين · 59' شميد · 80' زابيتسر |

| فرنسا               | 1–1   | بولندا                  |
| ------------------- | ----- | ----------------------- |
| - مبابي 56' (ركلة.) | تقرير | 79' (ركلة.) ليفاندوفسكي |

### المجموعة الخامسة
| م | الفريق   | لعب | ف | ت | خ | أ.له | أ.ع | أ.ف | نقاط | التأهل                       |
| - | -------- | --- | - | - | - | ---- | --- | --- | ---- | ---------------------------- |
| 1 | رومانيا  | 3   | 1 | 1 | 1 | 4    | 3   | +1  | 4    | يتقدم إلى مرحلة خروج المغلوب |
| 2 | بلجيكا   | 3   | 1 | 1 | 1 | 2    | 1   | +1  | 4    | يتقدم إلى مرحلة خروج المغلوب |
| 3 | سلوفاكيا | 3   | 1 | 1 | 1 | 3    | 3   | 0   | 4    | يتقدم إلى مرحلة خروج المغلوب |
| 4 | أوكرانيا | 3   | 1 | 1 | 1 | 2    | 4   | −2  | 4    |                              |

| رومانيا                                    | 3–0   | أوكرانيا |
| ------------------------------------------ | ----- | -------- |
| - ستانتشيو 29' - ر. مارين 53' - دراغوش 57' | تقرير |          |

| بلجيكا | 0–1   | سلوفاكيا   |
| ------ | ----- | ---------- |
|        | تقرير | - 7' شرانز |

| سلوفاكيا    | 1–2   | أوكرانيا                       |
| ----------- | ----- | ------------------------------ |
| - شرانز 17' | تقرير | 54' شابارينكو · 80' ياريمتشيوك |

| بلجيكا                       | 2–0   | رومانيا |
| ---------------------------- | ----- | ------- |
| - تيليمانس 2' - دي بروين 80' | تقرير |         |

| سلوفاكيا   | 1–1   | رومانيا              |
| ---------- | ----- | -------------------- |
| - دودا 24' | تقرير | 37' (ركلة.) ر. مارين |

| أوكرانيا | 0–0   | بلجيكا |
| -------- | ----- | ------ |
|          | تقرير |        |

### المجموعة السادسة
| م | الفريق         | لعب | ف | ت | خ | أ.له | أ.ع | أ.ف | نقاط | التأهل                       |
| - | -------------- | --- | - | - | - | ---- | --- | --- | ---- | ---------------------------- |
| 1 | البرتغال       | 3   | 2 | 0 | 1 | 5    | 3   | +2  | 6    | يتقدم إلى مرحلة خروج المغلوب |
| 2 | تركيا          | 3   | 2 | 0 | 1 | 5    | 5   | 0   | 6    | يتقدم إلى مرحلة خروج المغلوب |
| 3 | جورجيا         | 3   | 1 | 1 | 1 | 4    | 4   | 0   | 4    | يتقدم إلى مرحلة خروج المغلوب |
| 4 | جمهورية التشيك | 3   | 0 | 1 | 2 | 3    | 5   | −2  | 1    |                              |

1. ↑  نتيجة المواجهة المباشرة: تركيا 0–3 البرتغال.

| تركيا                                 | 3–1   | جورجيا        |
| ------------------------------------- | ----- | ------------- |
| - مولدور 25' - غولر 65' - أوغلي 7+90' | تقرير | 32' ميكوتادزي |

| البرتغال                              | 2–1   | جمهورية التشيك |
| ------------------------------------- | ----- | -------------- |
| - هراناتش 69' (ه.ذ.) - كونسيساو 2+90' | تقرير | 62' بروفود     |

| جورجيا                  | 1–1   | جمهورية التشيك |
| ----------------------- | ----- | -------------- |
| ميكوتادزي 45+4' (ركلة.) | تقرير | 59' شيك        |

| تركيا | 0–3   | البرتغال                                       |
| ----- | ----- | ---------------------------------------------- |
|       | تقرير | 21' سيلفا · 28' (ه.ذ.) أكايدين · 56' فيرنانديز |

| جورجيا                                    | 2–0   | البرتغال |
| ----------------------------------------- | ----- | -------- |
| - كفاراتسخيليا 2' - ميكوتادزي 57' (ركلة.) | تقرير |          |

| جمهورية التشيك | 1–2   | تركيا                           |
| -------------- | ----- | ------------------------------- |
| - سوسيك 66'    | تقرير | 51' تشالهان أوغلو · 90+4' توسون |

### ترتيب المنتخبات صاحبة المركز الثالث
| م | مج      | الفريق   | لعب | ف | ت | خ | أ.له | أ.ع | أ.ف | نقاط | التأهل                        |
| - | ------- | -------- | --- | - | - | - | ---- | --- | --- | ---- | ----------------------------- |
| 1 | الرابعة | هولندا   | 3   | 1 | 1 | 1 | 4    | 4   | 0   | 4    | التأهل إلى مرحلة خروج المغلوب |
| 2 | السادسة | جورجيا   | 3   | 1 | 1 | 1 | 4    | 4   | 0   | 4    | التأهل إلى مرحلة خروج المغلوب |
| 3 | الخامسة | سلوفاكيا | 3   | 1 | 1 | 1 | 3    | 3   | 0   | 4    | التأهل إلى مرحلة خروج المغلوب |
| 4 | الثالثة | سلوفينيا | 3   | 0 | 3 | 0 | 2    | 2   | 0   | 3    | التأهل إلى مرحلة خروج المغلوب |
| 5 | الأولى  | المجر    | 3   | 1 | 0 | 2 | 2    | 5   | −3  | 3    |                               |
| 6 | الثانية | كرواتيا  | 3   | 0 | 2 | 1 | 3    | 6   | −3  | 2    |                               |

1. 1 2  نقاط اللعب النظيف: هولندا –2، جورجيا –6.

## مرحلة خروج المغلوب
إذا انتهت أي مباراة في وقتها الأصلي بالتعادل، فسيتم اللجوء إلى وقت إضافي يتكون من 30 دقيقة؛ مقسمة على شوطين كل واحد منهما مدته 15 دقيقة، وفي حال ظل التعادل قائمًا، سيتم الاحتكام لركلات الجزاء الترجيحية.
مثلما كان الحال منذ بطولة أمم أوروبا 1984، لا توجد هناك مباراة لتحديد أصحاب المركز الثالث والرابع.
جميع المواقيت حسب التوقيت المحلي، توقيت وسط أوروبا الصيفي (ت ع م+02:00).

### المسار
|  | دور الستة عشر        | دور الستة عشر      |                     |       | ربع النهائي | ربع النهائي |  |  | نصف النهائي | نصف النهائي |  |  | النهائي | النهائي |
|  |                      |                    |                     |       |             |             |  |  |             |             |  |  |         |         |
|  | 30 يونيو – كولونيا   |                    |                     |       |             |             |  |  |             |             |  |  |         |         |
|  |                      |                    |                     |       |             |             |  |  |             |             |  |  |         |         |
|  | إسبانيا              | 4                  |                     |       |             |             |  |  |             |             |  |  |         |         |
|  | إسبانيا              | 4                  | 5 يوليو – شتوتغارت  |       |             |             |  |  |             |             |  |  |         |         |
|  | جورجيا               | 1                  |                     |       |             |             |  |  |             |             |  |  |         |         |
|  | جورجيا               | 1                  | إسبانيا (ب.و.إ.)    | 2     |             |             |  |  |             |             |  |  |         |         |
|  | 29 يونيو – دورتموند  |                    | إسبانيا (ب.و.إ.)    | 2     |             |             |  |  |             |             |  |  |         |         |
|  |                      | ألمانيا            | 1                   |       |             |             |  |  |             |             |  |  |         |         |
|  | ألمانيا              | ألمانيا            | 1                   | 2     |             |             |  |  |             |             |  |  |         |         |
|  | ألمانيا              |                    | 9 يوليو – ميونخ     | 2     |             |             |  |  |             |             |  |  |         |         |
|  | الدنمارك             | 0                  |                     |       |             |             |  |  |             |             |  |  |         |         |
|  | الدنمارك             | 0                  | إسبانيا             | 2     |             |             |  |  |             |             |  |  |         |         |
|  | 1 يوليو – فرانكفورت  |                    | إسبانيا             | 2     |             |             |  |  |             |             |  |  |         |         |
|  |                      | فرنسا              | 1                   |       |             |             |  |  |             |             |  |  |         |         |
|  | البرتغال (ج.)        | فرنسا              | 1                   | 0 (3) |             |             |  |  |             |             |  |  |         |         |
|  | البرتغال (ج.)        | 5 يوليو – هامبورغ  |                     | 0 (3) |             |             |  |  |             |             |  |  |         |         |
|  | سلوفينيا             | 0 (0)              |                     |       |             |             |  |  |             |             |  |  |         |         |
|  | سلوفينيا             | 0 (0)              | البرتغال            | 0 (3) |             |             |  |  |             |             |  |  |         |         |
|  | 1 يوليو – دوسلدورف   |                    | البرتغال            | 0 (3) |             |             |  |  |             |             |  |  |         |         |
|  |                      | فرنسا (ج.)         | 0 (5)               |       |             |             |  |  |             |             |  |  |         |         |
|  | فرنسا                | فرنسا (ج.)         | 0 (5)               | 1     |             |             |  |  |             |             |  |  |         |         |
|  | فرنسا                |                    | 14 يوليو – برلين    | 1     |             |             |  |  |             |             |  |  |         |         |
|  | بلجيكا               | 0                  |                     |       |             |             |  |  |             |             |  |  |         |         |
|  | بلجيكا               | 0                  | إسبانيا             | 2     |             |             |  |  |             |             |  |  |         |         |
|  | 2 يوليو – ميونخ      |                    | إسبانيا             | 2     |             |             |  |  |             |             |  |  |         |         |
|  |                      | إنجلترا            | 1                   |       |             |             |  |  |             |             |  |  |         |         |
|  | رومانيا              | إنجلترا            | 1                   | 0     |             |             |  |  |             |             |  |  |         |         |
|  | رومانيا              | 6 يوليو – برلين    |                     | 0     |             |             |  |  |             |             |  |  |         |         |
|  | هولندا               | 3                  |                     |       |             |             |  |  |             |             |  |  |         |         |
|  | هولندا               | 3                  | هولندا              | 2     |             |             |  |  |             |             |  |  |         |         |
|  | 2 يوليو – لايبزيغ    |                    | هولندا              | 2     |             |             |  |  |             |             |  |  |         |         |
|  |                      | تركيا              | 1                   |       |             |             |  |  |             |             |  |  |         |         |
|  | النمسا               | تركيا              | 1                   | 1     |             |             |  |  |             |             |  |  |         |         |
|  | النمسا               |                    | 10 يوليو – دورتموند | 1     |             |             |  |  |             |             |  |  |         |         |
|  | تركيا                | 2                  |                     |       |             |             |  |  |             |             |  |  |         |         |
|  | تركيا                | 2                  | هولندا              | 1     |             |             |  |  |             |             |  |  |         |         |
|  | 30 يونيو – غلزنكيرشن |                    | هولندا              | 1     |             |             |  |  |             |             |  |  |         |         |
|  |                      | إنجلترا            | 2                   |       |             |             |  |  |             |             |  |  |         |         |
|  | إنجلترا (ب.و.إ.)     | إنجلترا            | 2                   | 2     |             |             |  |  |             |             |  |  |         |         |
|  | إنجلترا (ب.و.إ.)     | 6 يوليو – دوسلدورف |                     | 2     |             |             |  |  |             |             |  |  |         |         |
|  | سلوفاكيا             | 1                  |                     |       |             |             |  |  |             |             |  |  |         |         |
|  | سلوفاكيا             | 1                  | إنجلترا (ج.)        | 1 (5) |             |             |  |  |             |             |  |  |         |         |
|  | 29 يونيو – برلين     |                    | إنجلترا (ج.)        | 1 (5) |             |             |  |  |             |             |  |  |         |         |
|  |                      | سويسرا             | 1 (3)               |       |             |             |  |  |             |             |  |  |         |         |
|  | سويسرا               | سويسرا             | 1 (3)               | 2     |             |             |  |  |             |             |  |  |         |         |
|  | سويسرا               |                    |                     | 2     |             |             |  |  |             |             |  |  |         |         |
|  | إيطاليا              | 0                  |                     |       |             |             |  |  |             |             |  |  |         |         |
|  | إيطاليا              | 0                  |                     |       |             |             |  |  |             |             |  |  |         |         |

### دور الستة عشر
| سويسرا                    | 2–0   | إيطاليا |
| ------------------------- | ----- | ------- |
| - فرويلر 37' - فارغاس 46' | تقرير |         |

| ألمانيا                             | 2–0   | الدنمارك |
| ----------------------------------- | ----- | -------- |
| - هافيرتس 53' (ركلة.) - موسيالا 68' | تقرير |          |

| إنجلترا                     | 2–1 (ب.و.إ.) | سلوفاكيا  |
| --------------------------- | ------------ | --------- |
| - بيلينغهام 5+90' - كين 91' | تقرير        | 25' شرانز |

| إسبانيا                                          | 4–1   | جورجيا                |
| ------------------------------------------------ | ----- | --------------------- |
| - رودري 39' - رويز 51' - ويليامز 75' - أولمو 83' | تقرير | 18' (ه.ذ.) لو نورماند |

| فرنسا                 | 1–0   | بلجيكا |
| --------------------- | ----- | ------ |
| - فيرتونغن 85' (ه.ذ.) | تقرير |        |

| البرتغال                         | 0–0 (ب.و.إ.) | سلوفينيا                          |
| -------------------------------- | ------------ | --------------------------------- |
|                                  | تقرير        |                                   |
| ركلات الترجيح                    |              |                                   |
| - رونالدو - فيرنانديز - ب. سيلفا | 3–0          | - إيليتشيتش - بالكوفيتش - فيربيتش |

| رومانيا | 0–3   | هولندا                       |
| ------- | ----- | ---------------------------- |
|         | تقرير | 20' خاكبو · 90+3'، 83' مالين |

| النمسا          | 1–2   | تركيا          |
| --------------- | ----- | -------------- |
| - غريغوريتش 66' | تقرير | 1'، 59' دميرال |

### ربع النهائي
| إسبانيا                   | 2–1 (ب.و.إ.) | ألمانيا   |
| ------------------------- | ------------ | --------- |
| - أولمو 51' - ميرينو 119' | تقرير        | 89' فيرتز |

| البرتغال                               | 0–0 (ب.و.إ.) | فرنسا                                           |
| -------------------------------------- | ------------ | ----------------------------------------------- |
|                                        | تقرير        |                                                 |
| ركلات الترجيح                          |              |                                                 |
| - رونالدو - ب. سيلفا - فيليكس - مينديش | 3–5          | - ديمبيلي - فوفانا - كوندي - باركولا - هرنانديز |

| إنجلترا                                             | 1–1 (ب.و.إ.) | سويسرا                          |
| --------------------------------------------------- | ------------ | ------------------------------- |
| - ساكا 80'                                          | تقرير        | 75' إمبولو                      |
| ركلات الترجيح                                       |              |                                 |
| - بالمر - بيلينغهام - ساكا - توني - ألكساندر-أرنولد | 5–3          | - أكانجي - شير - شكيري - أمدوني |

| هولندا                           | 2–1   | تركيا      |
| -------------------------------- | ----- | ---------- |
| - دي فري 70' - مولدور 76' (ه.ذ.) | تقرير | 35' أكايدن |

### نصف النهائي
| إسبانيا                 | 2–1   | فرنسا           |
| ----------------------- | ----- | --------------- |
| - يامال 21' - أولمو 25' | تقرير | - كولو مواني 9' |

| هولندا    | 1–2   | إنجلترا                         |
| --------- | ----- | ------------------------------- |
| سيمونز 7' | تقرير | 18' (ركلة.) كين · 90+1' واتكينز |

### النهائي
| إسبانيا                        | 2–1   | إنجلترا   |
| ------------------------------ | ----- | --------- |
| - ويليامز 47' - أويارزابال 86' | تقرير | 73' بالمر |

## الإحصائيات

### الهدافون
عدد الأهداف المُسجلة  117 هدفًا  في 51 مباراة، بمتوسط 2.29 هدفًا في المباراة الواحدة.
3 أهداف
- هاري كين
- جيورج ميكوتادزي
- جمال موسيالا
- كودي خاكبو
- إيفان شرانز
- داني أولمو

هدفان
- جود بيلينغهام
- نيكلاس فولكروغ
- كاي هافيرتس
- فلوريان فيرتز
- دونيايل مالين
- رازفان مارين
- فابيان رويز
- نيكو ويليامز
- بريل إمبولو
- مريخ دميرال

هدف
- نديم بايرامي
- كلاوس غجاسولا
- كاظم لاسي
- ماركو أرناوتوفيتش
- كريستوف باومغارتنر
- ميكائيل غريغوريتش
- مارسيل زابيتسر
- رومانو شميد
- غيرنوت تراونر
- كيفن دي بروين
- يوري تيليمانس
- أندري كراماريتش
- لوكا مودريتش
- لوكاش بروفود
- باتريك شيك
- توماس سوسيك
- كريستيان إريكسن
- مورتن هيولماند
- كول بالمر
- بوكايو ساكا
- أولي واتكينز
- راندال كولو مواني
- كيليان مبابي
- خفيتشا كفاراتسخيليا
- إمري تشان
- إيلكاي غوندوغان
- Kevin Csoboth
- بارناباس فارغا
- نيكولو باريلا
- أليساندرو باستوني
- ماتيا زاكايني
- ممفيس ديباي
- تشافي سيمونز
- ستيفان دي فري
- فوتر فيغورست
- أدم بوكسا
- روبرت ليفاندوفسكي
- كشيشتوف بيونتيك
- فرانشيسكو كونسيساو
- برونو فيرنانديز
- برناردو سيلفا
- دينيس دراغوش
- نيكوشور ستانتشيو
- سكوت ماكتوميني
- لوكا يوفيتش
- أوندري دودا
- إيريك يانجا
- Žan Karničnik
- داني كارفاخال
- ميكل ميرينو
- ألفارو موراتا
- ميكيل أويارزابال
- رودري
- فيران توريس
- لامين يامال
- مايكل أيبشير
- كوادوه دواه
- ريمو فرويلر
- دان ندوي
- جردان شكيري
- روبن فارغاس
- صمد أكايدن
- كرم آق تورك أوغلي
- هاكان تشالهان أوغلو
- أردا غولر
- ميرت مولدور
- جنك توسون
- ميكولا شابارينكو
- رومان ياريمتشيوك

هدف ذاتي
- كلاوس غجاسولا (ضد كرواتيا)
- ماكسيميليان ووبر (ضد فرنسا)
- يان فيرتونغن (ضد فرنسا)
- روبن هراناش (ضد البرتغال)
- أنطونيو روديغر (ضد اسكتلندا)
- ريكاردو كالافيوري (ضد إسبانيا)
- دونيايل مالين (ضد النمسا)
- روبين لو نورماند (ضد جورجيا)
- صمد أكايدن (ضد البرتغال)
- ميرت مولدور (ضد هولندا)

مصدر: UEFA

### الانضباط
يتم إيقاف اللاعب تلقائيًا للمباراة التالية بسبب المخالفات التالية:
- تلقي بطاقة حمراء (قد يتم تمديد تعليق البطاقة الحمراء للمخالفات الخطيرة)
- تلقي بطاقتين صفراوين في مباراتين مختلفتين ؛ تنتهي صلاحية البطاقات الصفراء بعد الانتهاء من ربع النهائي (لا يتم ترحيل تعليق البطاقة الصفراء إلى أي مباريات دولية أخرى في المستقبل)

المخالفات التالية تبرر الإيقاف خلال البطولة:
| اللاعب              | البطاقة | موقوف عن مباراة                                                                                        |
| ------------------- | --- | --- |
| جورجي لوريا         | في التصفيات ضد اليونان (26 مارس 2024)                                                                                     | المجموعة السادسة ضد تركيا (الجولة 1؛ 18 يونيو 2024)                                                    |
| ريان بورتيوس        | في المجموعة الأولى ضد ألمانيا (الجولة 1؛ 14 يونيو 2024)                                                                   | المجموعة الأولى ضد سويسرا (الجولة 2؛ 19 يونيو 2024) المجموعة الأولى ضد المجر (الجولة 3؛ 23 يونيو 2024) |
| ميرليند داكو        | ترديد شعارات قومية في المجموعة الثانية ضد كرواتيا (الجولة 2؛ 19 يونيو 2024)                                               | المجموعة الثانية ضد إسبانيا (الجولة 3؛ 24 يونيو 2024)                                                  |
| رودري               | في المجموعة الثانية ضد كرواتيا (الجولة 1؛ 15 يونيو 2024) في المجموعة الثانية ضد إيطاليا (الجولة 2؛ 20 يونيو 2024)         | المجموعة الثانية ضد ألبانيا (الجولة 3؛ 24 يونيو 2024)                                                  |
| دودي لوكيباكيو      | في المجموعة الخامسة ضد سلوفاكيا (الجولة 1؛ 17 يونيو 2024) في المجموعة الخامسة ضد رومانيا (الجولة 2؛ 22 يونيو 2024)        | المجموعة الخامسة ضد أوكرانيا (الجولة 3؛ 26 يونيو 2024)                                                 |
| رفائيل لياو         | في المجموعة السادسة ضد جمهورية التشيك (الجولة 1؛ 18 يونيو 2024) في المجموعة السادسة ضد تركيا (الجولة 2؛ 22 يونيو 2024)    | المجموعة السادسة ضد جورجيا (الجولة 3؛ 26 يونيو 2024)                                                   |
| عبد الكريم بردكجي   | في المجموعة السادسة ضد جورجيا (الجولة 1؛ 18 يونيو 2024) في المجموعة السادسة ضد البرتغال (الجولة 2؛ 22 يونيو 2024)         | المجموعة السادسة ضد جمهورية التشيك (الجولة 3؛ 26 يونيو 2024)                                           |
| يوناتان تاه         | في المجموعة الأولى ضد إسكتلندا (الجولة 1؛ 14 يونيو 2024) في المجموعة الأولى ضد سويسرا (الجولة 3؛ 23 يونيو 2024)           | دور الستة عشر ضد الدنمارك (29 يونيو 2024)                                                              |
| سيلفان فيدمر        | في المجموعة الأولى ضد المجر (الجولة 1؛ 15 يونيو 2024) في المجموعة الأولى ضد ألمانيا (الجولة 3؛ 23 يونيو 2024)             | دور الستة عشر ضد إيطاليا (29 يونيو 2024)                                                               |
| ريكاردو كالافيوري   | في المجموعة الثانية ضد ألبانيا (الجولة 1؛ 15 يونيو 2024) في المجموعة الثانية ضد كرواتيا (الجولة 3؛ 24 يونيو 2024)         | دور الستة عشر ضد سويسرا (29 يونيو 2024)                                                                |
| باتريك ويمر         | في المجموعة الرابعة ضد بولندا (الجولة 2؛ 21 يونيو 2024) في المجموعة الرابعة ضد هولندا (الجولة 3؛ 25 يونيو 2024)           | دور الستة عشر ضد تركيا (2 يوليو 2024)                                                                  |
| مورتن هيولماند      | في المجموعة الثالثة ضد سلوفينيا (الجولة 1؛ 16 يونيو 2024) في المجموعة الثالثة ضد صربيا (الجولة 3؛ 25 يونيو 2024)          | دور الستة عشر ضد ألمانيا (29 يونيو 2024)                                                               |
| إيريك يانجا         | في المجموعة الثالثة ضد صربيا (الجولة 2؛ 20 يونيو 2024) في المجموعة الثالثة ضد إنجلترا (الجولة 3؛ 25 يونيو 2024)           | دور الستة عشر ضد البرتغال (1 يوليو 2024)                                                               |
| نيكوشور بانكو       | في المجموعة الخامسة ضد بلجيكا (الجولة 2؛ 22 يونيو 2024) في المجموعة الخامسة ضد سلوفاكيا (الجولة 3؛ 26 يونيو 2024)         | دور الستة عشر ضد هولندا (2 يوليو 2024)                                                                 |
| أنتونين باراك       | في المجموعة السادسة ضد تركيا (الجولة 3؛ 26 يونيو 2024)                                                                    | يستنفذ العقوبة خارج البطولة.                                                                           |
| توماش خوري          | في المجموعة السادسة ضد تركيا (الجولة 3؛ 26 يونيو 2024)                                                                    | يستنفذ العقوبة خارج البطولة.                                                                           |
| أنزور ميكفابيشفيلي  | في المجموعة السادسة ضد جمهورية التشيك (الجولة 2؛ 22 يونيو 2024) في المجموعة السادسة ضد البرتغال (الجولة 3؛ 26 يونيو 2024) | دور الستة عشر ضد إسبانيا (30 يونيو 2024)                                                               |
| سامت أكايدين        | في المجموعة السادسة ضد البرتغال (الجولة 2؛ 22 يونيو 2024) في المجموعة السادسة ضد جمهورية التشيك (الجولة 3؛ 26 يونيو 2024) | دور الستة عشر ضد النمسا (2 يوليو 2024)                                                                 |
| هاكان تشالهان أوغلو | في المجموعة السادسة ضد جورجيا (الجولة 1؛ 18 يونيو 2024) في المجموعة السادسة ضد جمهورية التشيك (الجولة 3؛ 26 يونيو 2024)   | دور الستة عشر ضد النمسا (2 يوليو 2024)                                                                 |
| مارك جويهي          | في المجموعة الثالثة ضد سلوفينيا (الجولة 3؛ 25 يونيو 2024) في دور الستة عشر ضد سلوفاكيا (30 يونيو 2024)                    | ربع النهائي ضد سويسرا (6 يوليو 2024)                                                                   |
| أدريان رابيو        | في المجموعة الرابعة ضد بولندا (الجولة 3؛ 25 يونيو 2024) في دور الستة عشر ضد بلجيكا (1 يوليو 2024)                         | ربع النهائي ضد البرتغال (5 يوليو 2024)                                                                 |
| ماتياج كيك (المدرب) | في دور الستة عشر ضد البرتغال (1 يوليو 2024)                                                                               | يستنفذ العقوبة خارج البطولة.                                                                           |
| أوركون كوكتشو       | في المجموعة السادسة ضد جمهورية التشيك (الجولة 3؛ 26 يونيو 2024) في دور الستة عشر ضد النمسا (2 يوليو 2024)                 | ربع النهائي ضد هولندا (6 يوليو 2024)                                                                   |
| إسماعيل يوكسك       | في المجموعة السادسة ضد جمهورية التشيك (الجولة 3؛ 26 يونيو 2024) في دور الستة عشر ضد النمسا (2 يوليو 2024)                 | ربع النهائي ضد هولندا (6 يوليو 2024)                                                                   |
| مريخ دميرال         | القيام بإشارة يد قومية في دور الستة عشر ضد النمسا (2 يوليو 2024)                                                          | ربع النهائي ضد هولندا (6 يوليو 2024)                                                                   |
| داني كارفاخال       | في ربع النهائي ضد ألمانيا (5 يوليو 2024)                                                                                  | نصف النهائي ضد فرنسا (9 يوليو 2024)                                                                    |
| روبين لو نورماند    | في المجموعة الثانية ضد إيطاليا (الجولة 2؛ 20 يونيو 2024) في ربع النهائي ضد ألمانيا (5 يوليو 2024)                         | نصف النهائي ضد فرنسا (9 يوليو 2024)                                                                    |

1. ↑  تم إيقاف داكو مباراتين، على أن يتم يستنفذ العقوبة خارج البطولة.

## الجوائز

### رجل المباراة
مرتان
- كيفن دي بروين
- كريستيان إريكسن
- نيكو ويليامز
- نغولو كانتي
- ستانيسلاف لوبوتكا
- غرانيت تشاكا
- جود بيلينغهام
- كودي خاكبو

مرة
- إيلكاي غوندوغان
- جمال موسيالا
- أنطونيو روديغر
- كريستوف باومغارتنر
- مارسيل زابيتسر
- أندري كراماريتش
- لوكا مودريتش
- بيير-إيميل هويبيرغ
- بوكايو ساكا
- أولي واتكينز
- جول كوندي
- عثمان ديمبيلي
- فابيان رويز
- فيران توريس
- رودري
- داني أولمو
- لامين يامال
- خفيتشا كفاراتسخيليا
- جيورجي مامارداشفيلي
- رونالد سالاي
- فيديريكو كييزا
- ستيفان دي فري
- لوكاس سكوربسكي
- برناردو سيلفا
- فيتور فيريرا
- ديوغو كوستا
- نيكوشور ستانتشيو
- آدم جنزدا تشيرين
- زان كارنيتشنيك
- مانويل أكانجي
- روبن فارغاس
- أردا غولر
- باريش ألبير يلماز
- مريخ دميرال
- ميكولا شابارينكو

## التسويق

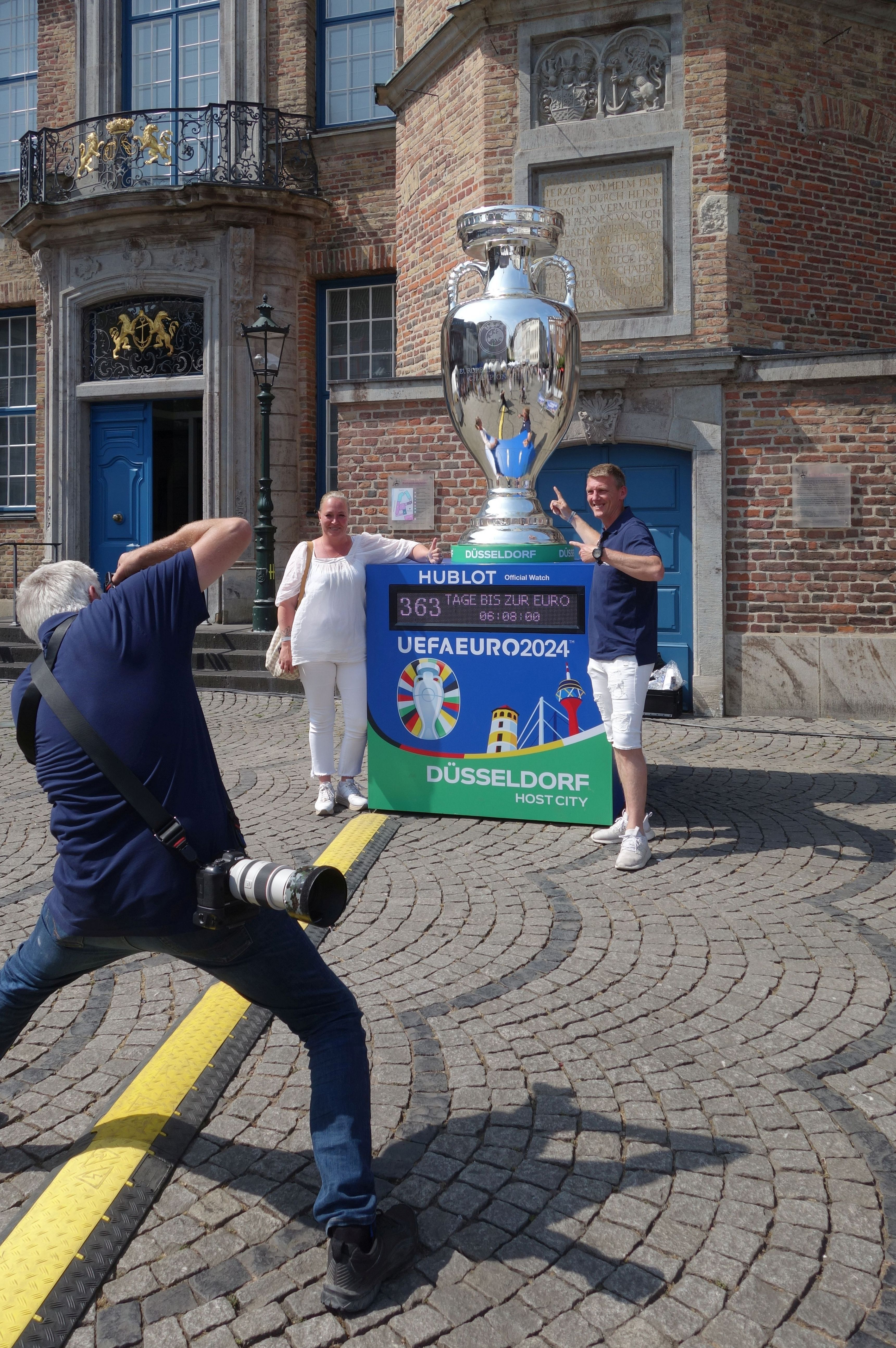
ساعة العد التنازلي لبطولة أمم أوروبا 2024 أمام دوسلدورف ، ألمانيا.

### العلامات التجارية
تم الكشف عن الشعار الرسمي في 5 أكتوبر 2021، خلال حفل أقيم في الملعب الأولمبي في برلين. يصور الشعار كأس هنري ديلوناي مع 24 شريحة ملونة حول الكأس تمثل الدول ال 24 المشاركة، وتعكس القطع الناقصة شكل الملعب الأولمبي. بالإضافة إلى ذلك، لكل مدينة من المدن المضيفة العشر شعارها الفريد الخاص بها، والذي يضم المعالم السياحية المحلية التالية:
- برلين: بوابة براندنبورغ
- كولونيا: كاتدرائية كولونيا
- دورتموند: برج U (دورتموند)
- دوسلدورف: شلوستورم، راينتورم وراينكنيبروك
- فرانكفورت: مبنى رومر
- غلزنكيرشن: المسرح الموسيقى إم ريفييه
- هامبورغ: دار أوكسترا إلبه
- لايبزيغ: النصب التذكاري لحرب الأمم
- ميونخ: السيدة العذراء
- شتوتغارت: برج شتوتغارت للتلفزيون

الشعار الرسمي للبطولة هو "متحدون بكرة القدم. الإرث في أوروبا ". تم اختيار الشعار لتعزيز التنوع والشمول.

### ألعاب الفيديو
في نوفمبر 2023، تم الإعلان عن أن إي إيه سبورتس قد حصلت على حقوق لعبة فيديو بطولة أمم أوروبا 2024، وأن يورو 2024 تحديث قابل للتحميل سيأتي إلى "إي أيه إف سي 24" و "فيفا موبايل" و "فيفا أون لاين 4" في صيف عام 2024.

### حقوق البث
سيكون مركز البث الدولي (IBC) في قاعات معرض لايبزغ في لايبزيغ، ألمانيا.

### الرعاية
كان لدى الاتحاد الأوروبي لكرة القدم شركاء الرعاية التاليين:
الرعاة العالميون الرسميون:
- أديداس
- مجموعة علي بابا (أليباي & وورلد فرست)[87]
- أتوس[88]
- بيتانو[89]
- بوكينج[90]
- كوكا كولا[91]
- إنجلبرت شتراوس[92]
- هايسنس[93]
- ليدل[94]
- يونيليفر
- زوروا قطر
- فيفو موبايل[95]

الرعاة الوطنيون الرسميون:
- بيتبورغر[96]
- دويتشه بان[97]
- دويتشه تيليكوم[98]
- مجموعة إرجو[99]
- فيزنهوف[100]

توبس هي الشريك الرسمي للملصق وبطاقة التداول للبطولة، إيذانا بنهاية ارتباط بانيني بالاتحاد الأوروبي لكرة القدم الذي بدأ في عام 1976.

## الرموز

### التميمة
تم الكشف عن التميمة الرسمية لبطولة أمم أوروبا 2024 في 20 يونيو 2023 في مباراة ودية دولية بين ألمانيا وكولومبيا في غيلسنكيرشن. التميمة هي دمية دب مع السراويل عليه. تم استخدام تصويت الجمهور لاختيار اسم التميمة، مع خيارات "ألبارت" و "بارناردو" و "برنهارت" و "هيرزي الدب". تم الإعلان عن النتائج في 5 يوليو، مع إعلان اسم التميمة ليكون "ألبارت"، وحصل على 32٪ من الأصوات.

### كرة البطولة
تم الكشف عن كرة المباراة الرسمية للبطولة، "فوسباليب"، من قبل الاتحاد الأوروبي لكرة القدم وأديداس في 15 نوفمبر 2023. ترجم "حب كرة القدم" إلى الألمانية، تتميز بأشكال أجنحة سوداء مع حواف ومنحنيات حمراء وزرقاء وبرتقالية وخضراء لإظهار حيوية الدول المؤهلة للبطولة، ومدى الحب الذي يمنحه المشجعون في جميع أنحاء العالم لكرة القدم. تم إنشاؤها باستخدام مواد حيوية مستدامة، وهي أول كرة لبطولة أمم أوروبا تتميز ب "تقنية الكرة المتصلة"، حيث تحتوي على أجهزة استشعار إلكترونية داخلية، مما يسمح باكتشاف حركتها لمسؤولي مباريات اليويفا لاستخدامها في المساعدة في عمليات صنع القرار.